# Grmljani
Grmljani (Грмљани) è un centro abitato della Bosnia ed Erzegovina, compreso nel comune di Trebigne.